# Полупрямое произведение
Полупрямое произведение — конструкция в теории групп, позволяющая строить новую группу по двум группам {\displaystyle H} и {\displaystyle N}, и действию {\displaystyle \phi } группы {\displaystyle H} на группе {\displaystyle N} автоморфизмами.
Полупрямое произведение групп {\displaystyle N} и {\displaystyle H} над {\displaystyle \phi } обычно обозначается {\displaystyle N\rtimes _{\phi }H}.

## Конструкция
Пусть задано действие группы {\displaystyle H} на пространстве группы {\displaystyle N} с сохранением её групповой структуры.
Это означает, что задан гомоморфизм {\displaystyle \phi :H\rightarrow {\mbox{Aut}}(N)} группы {\displaystyle H} в группу автоморфизмов группы {\displaystyle N}.
Автоморфизм группы {\displaystyle N}, соответствующий элементу {\displaystyle h} из {\displaystyle H} при гомоморфизме {\displaystyle \phi }, обозначим {\displaystyle \phi _{h}}.
За множество элементов полупрямого произведения {\displaystyle G=N\rtimes _{\phi }H} групп {\displaystyle H} и {\displaystyle N} над гомоморфизмом {\displaystyle \phi } — берётся прямое произведение {\displaystyle N\times H}.
Бинарная операция {\displaystyle *} на {\displaystyle G} определяется по следующему правилу:
{\displaystyle (n_{1},h_{1})*(n_{2},h_{2})=(n_{1}\cdot \phi _{h_{1}}(n_{2}),h_{1}\cdot h_{2})} для любых {\displaystyle n_{1},n_{2}\in N}, {\displaystyle h_{1},h_{2}\in H}.

## Свойства
1. Группы {\displaystyle H} и {\displaystyle N} естественно вложены в {\displaystyle G}, причём {\displaystyle N} — нормальная подгруппа в {\displaystyle G}.
2. Каждый элемент {\displaystyle g\in G} однозначно разложим в произведение {\displaystyle g=nh}, где {\displaystyle h} и {\displaystyle n} — элементы групп {\displaystyle H} и {\displaystyle N} соответственно. (Это свойство оправдывает название группы {\displaystyle G} как полупрямого произведения групп {\displaystyle H} и {\displaystyle N}.)
3. Заданное действие {\displaystyle \phi } группы {\displaystyle H} на группе {\displaystyle N} совпадает с действием {\displaystyle H} на {\displaystyle N} сопряжениями (в группе {\displaystyle G}).

Всякая группа со свойствами 1—3 изоморфна группе {\displaystyle G} (свойство универсальности полупрямого произведения групп).
- Ассоциативность операции проверяется непосредственно. Используются соотношения

{\displaystyle \phi _{h_{1}}\circ \phi _{h_{2}}(n)=\phi _{h_{1}h_{2}}(n)} и {\displaystyle \phi _{h}(n_{1})\phi _{h}(n_{2})=\phi _{h}(n_{1}n_{2})}.
- Единицей группы G служит элемент {\displaystyle (1_{N},1_{H})}, где {\displaystyle 1_{N}} и {\displaystyle 1_{H}} - единицы в группах N и H соответственно. 
 (Используется равенство {\displaystyle \phi _{1_{H}}(n)=n}.)
- Элемент, обратный к {\displaystyle (n,h)}, равен {\displaystyle (\,\phi _{h}^{-1}(n^{-1}),h^{-1})}. 
  - Для доказательства того, что этот элемент обратен слева, используется равенство {\displaystyle \phi _{h}^{-1}(n^{-1})=\phi _{h^{-1}}(n)^{-1}}.
- Отображения {\displaystyle n\mapsto (n,1_{H})} и {\displaystyle h\mapsto (1_{N},h)} гомоморфно вкладывают группы N и H в группу G. Их образы имеют единственный общий элемент - единицу группы G.
- Отображение {\displaystyle (n,h)\mapsto h} есть эпиморфизм группы G на группу H с ядром N. Отсюда следует, что группа N нормальна в G.
- Равенство {\displaystyle (n,h)=(n,1)*(1,h)} даёт разложение произвольного элемента группы G в произведение элементов n и h из групп N и H соответственно. Из этого же равенства следует и единственность разложения.
- Равенство {\displaystyle (\phi _{h}(n),1)=(1,h)(n,1)(1,h)^{-1}} показывает, что действие группы H на N, задаваемое гомоморфизмом {\displaystyle \phi } совпадает с действием H на N сопряжениями.
- Чтобы доказать универсальное свойство полупрямого произведения, надо воспользоваться формулой {\displaystyle (n_{1}h_{1})\cdot (n_{2}h_{2})=n_{1}(h_{1}n_{2}h_{1}^{-1})\cdot (h_{1}h_{2})}. 
 Из неё следует, что произведение в группе G с однозначным NH-разложением (при условии нормальности группы N) полностью определяется правилами умножения внутри подгрупп N и H и правилами сопряжения элементов из N элементами из H.

## Пример
Группа вычетов по модулю 4 ({\displaystyle \mathbb {Z} _{4}}) действует на {\displaystyle \mathbb {Z} _{5}} (рассматриваемой как аддитивная группа соответствующего кольца) четырьмя разными способами:
{\displaystyle \phi _{h}(n)=a^{h}n}, где {\displaystyle a} — фиксированный ненулевой элемент {\displaystyle \mathbb {Z} _{5}}, {\displaystyle h\in \mathbb {Z} _{4}}, {\displaystyle n\in \mathbb {Z} _{5}}.
Соответственно, на множестве {\displaystyle \mathbb {Z} _{5}\times \mathbb {Z} _{4}} можно ввести 4 структуры группы — полупрямого произведения:
1. {\displaystyle (n_{1},h_{1})*(n_{2},h_{2})=(n_{1}+n_{2},h_{1}+h_{2})}, где {\displaystyle a=1};
2. {\displaystyle (n_{1},h_{1})*(n_{2},h_{2})=(n_{1}+(-1)^{h_{1}}n_{2},h_{1}+h_{2})}, где {\displaystyle {a=4\equiv -1}{\pmod {5}}};
3. {\displaystyle (n_{1},h_{1})*(n_{2},h_{2})=(n_{1}+2^{h_{1}}n_{2},h_{1}+h_{2})};
4. {\displaystyle (n_{1},h_{1})*(n_{2},h_{2})=(n_{1}+3^{h_{1}}n_{2},h_{1}+h_{2})};

Можно показать, что последние две группы изоморфны, а остальные — нет, а также, что эти примеры перечисляют все группы порядка 20, содержащие элемент порядка 4 (при этом используются теоремы Силова).
Подобным образом полупрямое произведение групп используется вообще для классификации конечных групп.